# Turismo sustentável

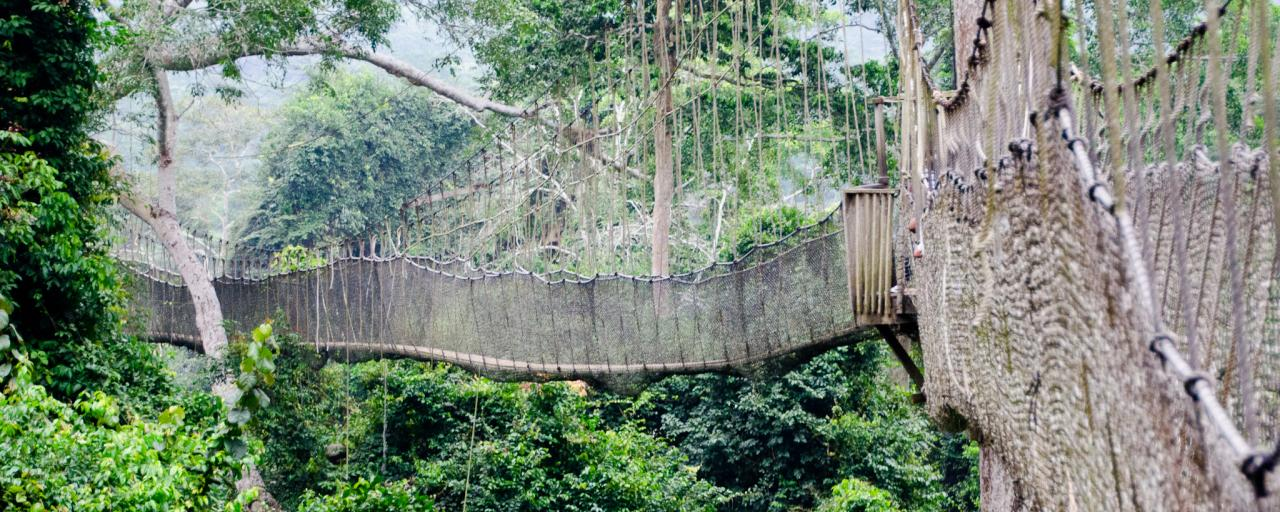
Uma passarela de dossel no Parque Nacional Kakum, em Gana, garantindo que os turistas tenham o menor impacto direto na ecologia circundante. O parque de visitantes recebeu o Prêmio Global Tourism for Tomorrow no ano seguinte.

O turismo sustentável é um tipo de turismo que inclui a preocupação com sustentabilidade, ou seja, as questões econômicas, sociais e ambientais, bem como a atenção à melhoria das experiências dos turistas e ao atendimento das necessidades das comunidades anfitriãs. O turismo sustentável deve abranger as preocupações com a proteção ambiental, a igualdade social e a qualidade de vida, a diversidade cultural e uma economia dinâmica e viável que ofereça empregos e prosperidade para todos. Tem suas raízes no desenvolvimento sustentável e pode haver alguma confusão sobre o que significa "turismo sustentável".:23Existe agora um amplo consenso de que o turismo deve ser sustentável. De fato, todas as formas de turismo têm potencial para serem sustentáveis se planejadas, desenvolvidas e gerenciadas adequadamente. As organizações de desenvolvimento turístico estão a promover práticas turísticas sustentáveis de forma a mitigar os efeitos negativos causados pelo crescente impacto do turismo, por exemplo os seus impactos ambientais.
A Organização Mundial de Turismo das Nações Unidas enfatizou essas práticas promovendo o turismo sustentável como parte dos Objetivos de Desenvolvimento Sustentável, por meio de programas como o Ano Internacional do Turismo Sustentável para o Desenvolvimento em 2017 Existe uma ligação direta entre o turismo sustentável e vários dos 17 Objetivos de Desenvolvimento Sustentável (ODS). Turismo para os ODS se concentra em como o ODS 8 ("trabalho decente e crescimento econômico"), o ODS 12 ("consumo e produção responsáveis") e o ODS 14 ("vida abaixo da água") implicam o turismo na criação de uma economia sustentável. Espera-se que melhorias sejam obtidas a partir de aspectos de gestão adequados e incluindo o turismo sustentável como parte de uma estratégia de desenvolvimento sustentável mais ampla.

## Definição
O turismo sustentável é um conceito com diversas definições. Tem suas raízes no desenvolvimento sustentável, um termo que está "aberto a ampla interpretação". Isso pode levar a alguma confusão sobre o que significa turismo sustentável.:23
Uma definição de turismo sustentável de 2020 é: "Turismo que é desenvolvido e mantido em uma área de tal maneira e em tal escala que permaneça viável por um período infinito, salvaguardando o sistema de suporte à vida da Terra no qual o bem-estar dos atuais e as gerações futuras dependem.":26
O turismo sustentável abrange a experiência turística completa, incluindo a preocupação com as questões econômicas, sociais e ambientais, bem como a atenção à melhoria das experiências dos turistas. O conceito de turismo sustentável visa reduzir os efeitos negativos das atividades turísticas. Isso se tornou quase universalmente aceito como uma abordagem desejável e politicamente apropriada para o desenvolvimento do turismo.

## Contexto

### Objetivos globais
A Organização Mundial de Turismo das Nações Unidas (UNWTO), é a agência que monitora as metas do Objetivo de Desenvolvimento Sustentável 8 ("trabalho decente e crescimento econômico") relacionadas ao turismo. Os Objetivos de Desenvolvimento Sustentável (ODS) ou Objetivos Globais são uma coleção de 17 objetivos globais interligados projetados para ser um "plano para alcançar um futuro melhor e mais sustentável para todos".  Dado o dramático aumento do turismo, o relatório promove fortemente o turismo responsável. Embora alguns países e setores da indústria estejam criando iniciativas para o turismo ao abordar os ODS, o compartilhamento de conhecimento, finanças e políticas para o turismo sustentável não estão atendendo plenamente às necessidades das partes interessadas.
Os ODS incluem metas sobre turismo e turismo sustentável em vários objetivos:
- A meta 8.9 do ODS 8 (trabalho decente e crescimento econômico) afirma: “até 2030, elaborar e implementar políticas para promover o turismo sustentável que crie empregos e promova a cultura e os produtos locais”.
- A meta 12.b do ODS 12 (consumo e produção responsáveis) é formulada como "desenvolver e implementar ferramentas para monitorar os impactos do desenvolvimento sustentável para o turismo sustentável que crie empregos e promove a cultura e os produtos locais". A OMT é a agência de custódia desse alvo.
- A meta 14.7 do ODS 14 (Vida abaixo da água) é: "até 2030, aumentar os benefícios econômicos para os pequenos Estados insulares em desenvolvimento e países menos desenvolvidos do uso sustentável dos recursos marinhos, inclusive por meio da gestão sustentável da pesca, aquicultura e turismo".[12]

## Conceitos semelhantes relacionados

### Turismo responsável
Enquanto "turismo sustentável" é um conceito, o termo "turismo responsável" refere-se aos comportamentos e práticas que podem levar ao turismo sustentável. Tanto os prestadores de serviços como os compradores/consumidores são responsabilizados. Ser responsável exige “pensar” usando estruturas de planejamento e desenvolvimento devidamente fundamentadas no pensamento ético em torno do que é bom e certo para as comunidades, o mundo natural e os turistas.
De acordo com o Centro de Turismo Responsável, o turismo responsável é "turismo que maximiza os benefícios para as comunidades locais, minimiza os impactos sociais ou ambientais negativos e ajuda a população local a conservar culturas e habitats ou espécies frágeis". O turismo responsável incorpora não apenas a responsabilidade pelas interações com o ambiente físico, mas também pelas interações econômicas e sociais. Embora diferentes grupos vejam responsabilidade de maneiras diferentes, o entendimento é que o turismo responsável deve acarretar melhorias no turismo. Isso incluiria um pensamento ético sobre o que é "bom" e "certo" para as comunidades locais e o mundo natural, bem como para os turistas. O turismo responsável é uma aspiração que pode ser realizada de diferentes maneiras em diferentes mercados de origem e nos diversos destinos do mundo.
O turismo responsável também foi criticado. Estudos mostraram que o grau em que os indivíduos se envolvem no turismo responsável depende de seu envolvimento social. Ou seja, os comportamentos flutuarão dependendo da intensidade do engajamento social que cada turista escolhe. Um estudo sobre o comportamento responsável dos turistas conclui que não é apenas um comportamento pessoal dos turistas que molda os resultados, mas também um reflexo dos mecanismos implementados pelos governos. Outras pesquisas questionaram a promessa de que o turismo, mesmo responsável, esteja alinhado com os Objetivos de Desenvolvimento Sustentável, dadas as dificuldades em medir esse impacto. Alguns argumentam que o tema desvia a atenção das questões que precisam de regulamentação, como o número de visitantes e o impacto ambiental.

## Críticas
Muitos críticos veem a natureza extrativista do "turismo sustentável" como um paradoxo, pois é fundamentalmente incapaz de continuar indefinidamente. A sustentabilidade verdadeira e perfeita talvez seja impossível, pois os interesses de equidade, economia e ecologia muitas vezes entram em conflito. Argumenta-se que muitas ações feitas em nome da sustentabilidade estão na verdade mascarando o desejo de permitir lucros extras. Muitas vezes há alienação das populações locais dos turistas. Tais casos destacam que o turismo sustentável abrange um amplo espectro de “muito fraco” a “muito forte” quando se leva em conta o grau de antropocentrismo e exploração dos recursos humanos e naturais.:5

## Partes interessadas
As partes interessadas (stakeholders) no turismo sustentável podem incluir organizações e indivíduos. Uma parte interessada na indústria do turismo é considerada qualquer pessoa que seja impactada pelo desenvolvimento positiva ou negativamente. O envolvimento das partes interessadas reduz o conflito potencial entre os turistas e a comunidade anfitriã ao envolver esta última na formação da forma como o turismo se desenvolve.

### Governos e boa governança

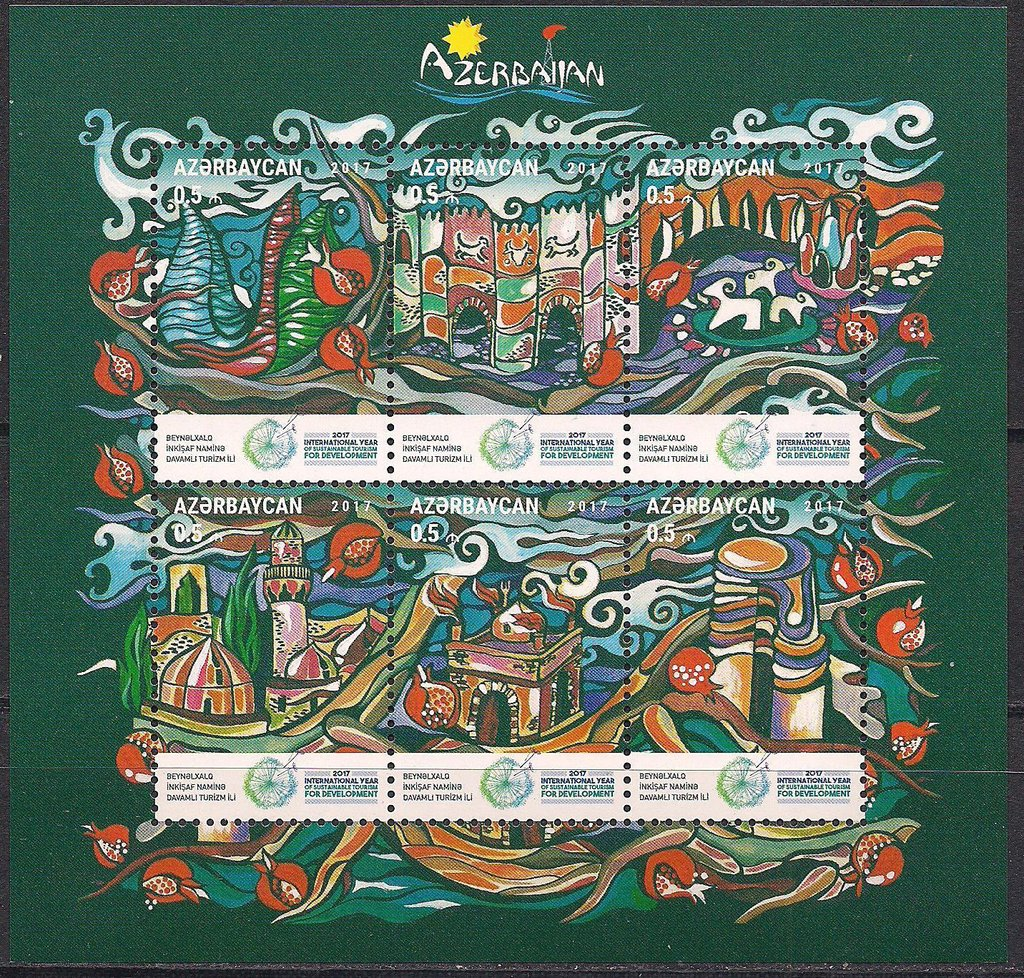
Um selo de 2017 do Governo do Azerbaijão comemorando o Ano Internacional do Turismo Sustentável em 2017

Os governos desempenham um papel importante no incentivo ao turismo sustentável, seja por meio de marketing, serviços de informação, educação e consultoria por meio de colaborações público-privadas. No entanto, os valores e os motivos ulteriores dos governos muitas vezes precisam ser levados em consideração ao avaliar os motivos para o turismo sustentável. Um fator importante a ser considerado em qualquer área ecologicamente sensível é a capacidade de carga. Esta é a capacidade dos turistas de visitantes que uma área pode tolerar de forma sustentável ao longo do tempo sem prejudicar o meio ambiente ou a cultura da área circundante. Isso pode ser alterado e revisado com o tempo e com a mudança de percepções e valores.
Algus estudiosos apontaram que as parcerias "incentivam a governança de forma incremental para uma maior inclusão de diversos stakeholders".:93As parcerias referem-se à cooperação entre atores privados, públicos e da sociedade civil. Seu objetivo é implementar políticas de sustentabilidade. A governança é essencial no desenvolvimento de iniciativas de parceria.:93
Os princípios de boa governança para a gestão de Parques Nacionais e áreas protegidas incluem legitimidade e voz, direção, desempenho, responsabilidade e justiça.:295

### Organizações não-governamentais
As organizações não governamentais são uma das partes interessadas na defesa do turismo sustentável. Seus papéis podem variar desde liderar práticas de turismo sustentável a simplesmente desenvolver pesquisas. Equipes de pesquisa de univirsidades também auxiliar no processo de planejamento. Tal solicitação de pesquisa pode ser observada no planejamento do Parque Nacional Cát Bà no Vietnã.
Os operadores de resorts de mergulho no Parque Nacional de Bunaken, na Indonésia, desempenham um papel crucial ao desenvolver zonas exclusivas para mergulho e pesca, respectivamente, de modo que turistas e moradores locais possam se beneficiar do empreendimento.
Grandes convenções, reuniões e outros grandes eventos organizados impulsionam a indústria de viagens, turismo e hospitalidade. Cidades e centros de convenções competem para atrair esse comércio, comércio que tem fortes impactos no uso de recursos e no meio ambiente. Grandes eventos esportivos, como os Jogos Olímpicos, apresentam problemas especiais em relação aos ônus e à degradação ambiental.
As convenções e eventos verdes são um setor novo, mas crescente. Organizações, corporações e agências governamentais buscam práticas de eventos mais sustentáveis, com hotéis, restaurantes e locais de convenções mais ecológicos e viagens e transporte mais eficientes em energia. No entanto, reuniões virtuais podem ser a opção mais sustentável: "Com a maioria das conferências internacionais com centenas, senão milhares de participantes, e a maior parte deles geralmente viajando de avião, as viagens de conferência são uma área onde reduções significativas nas viagens aéreas emissões de GEE relacionadas poderiam ser feitas.... Isso não significa não comparecimento" (Reay, 2004), uma vez que as comunicações modernas da Internet são agora ubíquas e com participação audiovisual remota. Por exemplo, em 2003, a tecnologia Access Grid já havia sediado com sucesso várias conferências internacionais. Um exemplo particular é a grande reunião anual da União Geofísica Americana, que usa transmissão ao vivo há vários anos. Isso fornece transmissões ao vivo e gravações de palestras, palestras nomeadas e sessões orais, e oferece oportunidades para enviar perguntas e interagir com autores e colegas. Após a transmissão ao vivo, a gravação de cada sessão é postada online em 24 horas.
Alguns centros de convenções começaram a tomar medidas diretas para reduzir o impacto das convenções que realizam. Um exemplo é o Moscone Center em San Francisco, que tem um programa de reciclagem  forte, um grande sistema de energia solar e outros programas que visam reduzir o impacto e aumentar a eficiência.

### Comunidades locais

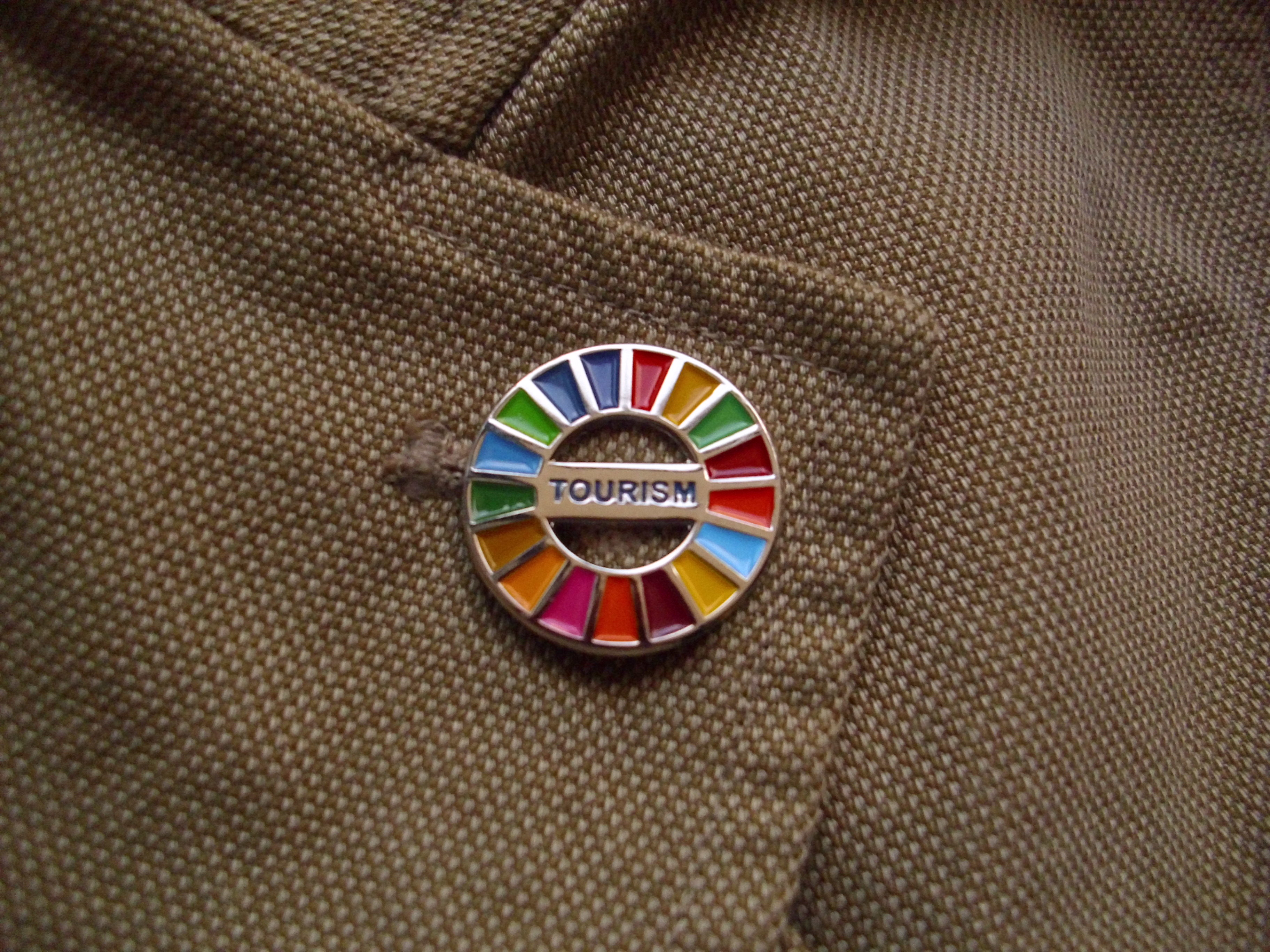
Um emblema de Turismo Sustentável com o logotipo dos Objetivos de Desenvolvimento Sustentável da Organização Mundial do Turismo

As comunidades locais se beneficiam do turismo sustentável por meio do desenvolvimento econômico, criação de empregos e desenvolvimento de infraestrutura. As receitas do turismo trazem crescimento econômico e prosperidade para destinos turísticos atraentes, o que pode elevar o padrão de vida nas comunidades de destino. Os operadores de turismo sustentável se comprometem a criar empregos para os membros da comunidade local. Um aumento na receita do turismo para uma área atua como um motor para o desenvolvimento de uma maior infraestrutura. À medida que as demandas turísticas aumentam, é necessária uma infraestrutura mais robusta. Um estudo de 2009 de operadores rurais em toda a província de British Columbia, Canadá, encontrou "uma forte atitude 'pró-sustentabilidade' geral entre os entrevistados. As barreiras dominantes identificadas foram a falta de dinheiro disponível para investir, falta de programas de incentivo, outras prioridades e acesso limitado a produtos sustentáveis, sendo a recomendação mais comum a necessidade de programas de incentivo."

### Organizações internacionais
O Conselho Global de Turismo Sustentável (Global Sustainable Tourism Council, GSTC) serve como órgão internacional para promover o aumento do conhecimento e compreensão das práticas de turismo sustentável, promovendo a adoção de princípios universais de turismo sustentável e aumentando a demanda por viagens sustentáveis. O GSTC lançou o GSTC Criteria, um padrão global para viagens e turismo sustentável, que inclui critérios e indicadores de desempenho para destinos, operadoras de turismo e hotéis. Os Critérios GSTC servem como padrão internacional para agências de certificação (as organizações que inspecionam um produto turístico e as certificam como uma empresa sustentável).

## Transporte e mobilidade sustentável

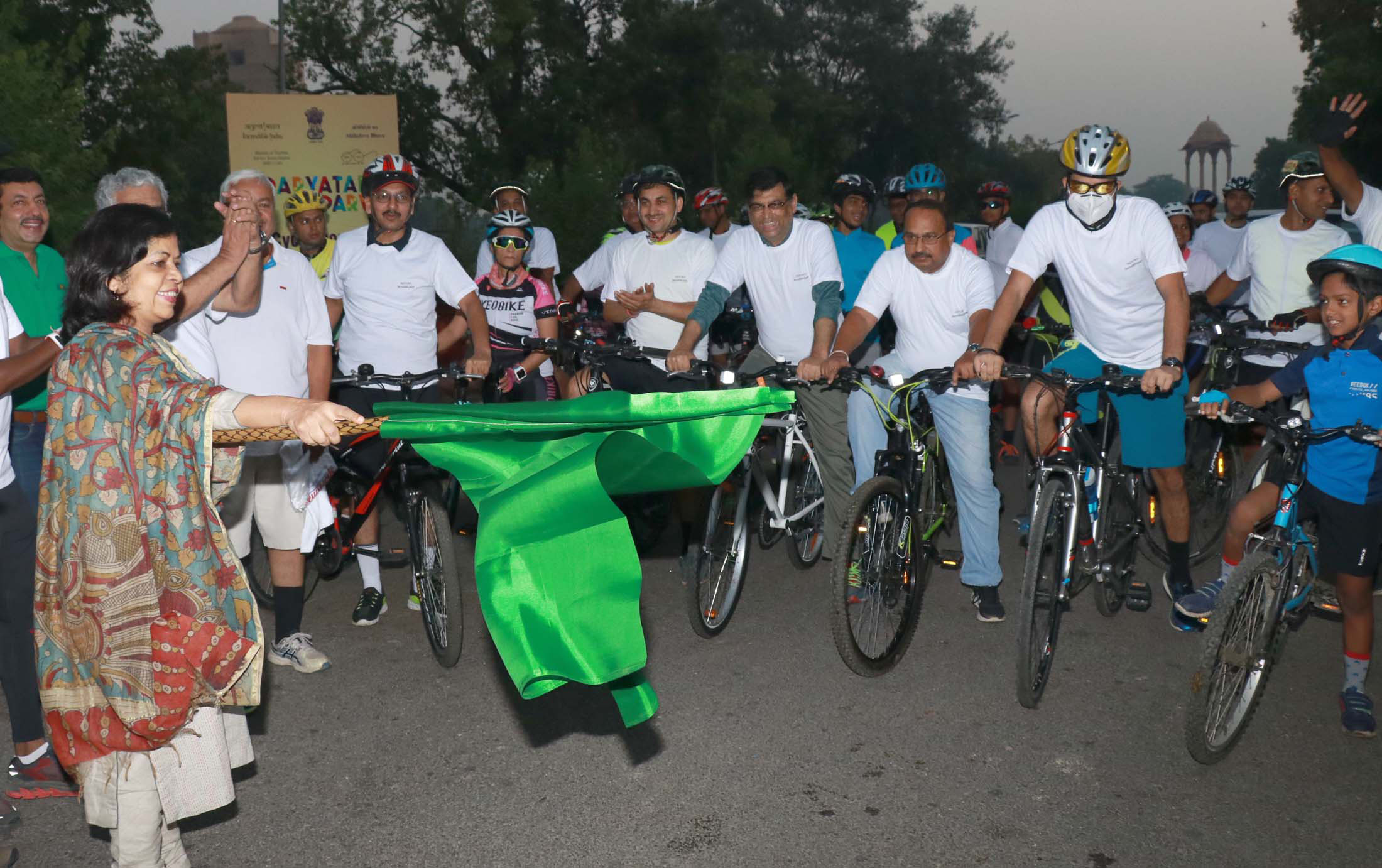
O Secretário da Cultura e Turismo Rashmi Verma marcando uma volta de bicicleta conscientizar sobre Turismo, Meio Ambiente e Sustentabilidade, no India Gate, em Nova Delhi,

Sem viagens não há turismo, então o conceito de turismo sustentável está intimamente ligado ao conceito de transporte sustentável. Duas considerações relevantes são a dependência do turismo em combustíveis fósseis e o efeito do turismo nas mudanças climáticas. 72% das emissões de CO<sub id="mwARk">2</sub> do turismo vêm do transporte, 24% das acomodações e 4% das atividades locais. A aviação responde por 55% das emissões de CO2 do transporte (ou 40% do total). No entanto, ao considerar o impacto de todas as emissões de gases de efeito estufa, de trilhas de condensação e nuvens cirros induzidas, a aviação sozinha pode representar até 75% do impacto climático do turismo.
A Associação Internacional de Transporte Aéreo (IATA) considera realista um aumento anual na eficiência de combustível de aviação de 2% ao ano até 2050. No entanto, tanto a Airbus quanto a Boeing esperam que os quilômetros de passageiros do transporte aéreo aumentem cerca de 5% ao ano até pelo menos 2020, superando quaisquer ganhos de eficiência. Em 2050, com outros setores econômicos reduzindo bastante suas emissões de CO2, o turismo provavelmente gerará 40% das emissões globais de carbono. A principal causa é o aumento da distância média percorrida pelos turistas, que há muitos anos vem aumentando a um ritmo mais rápido do que o número de viagens realizadas. “O transporte sustentável agora está estabelecido como a questão crítica que enfrenta uma indústria global de turismo que é palpavelmente insustentável, e a aviação está no centro dessa questão”.
O Manifesto de Turismo Europeu também pediu uma aceleração no desenvolvimento da infraestrutura de ciclismo para impulsionar as viagens locais de energia limpa. Foi proposta a implantação de infraestruturas não motorizadas e a reutilização de infraestruturas abandonadas (como ferrovias abandonadas) para ciclismo e caminhada. Conectividade entre essas rotas não motorizadas (estradas verdes, ciclovias) e as principais atrações próximas (ou seja, locais Natura 2000, sítios da UNESCO, etc.) também foi solicitado. O manifesto apelou também a um financiamento suficiente e previsível da infraestrutura ferroviária e a uma ênfase nas práticas multimodais digitais, incluindo a emissão de bilhetes de ponta a ponta (como o Interrail), todos alinhados com o objetivo de transferência modal da UE.
O turismo global é responsável por cerca de 8% das emissões globais de gases de efeito estufa. Esse percentual leva em consideração o transporte aéreo e outros impactos ambientais e sociais significativos que nem sempre são benéficos para as comunidades locais e suas economias.

## Desafios

### Deslocamento e reassentamento

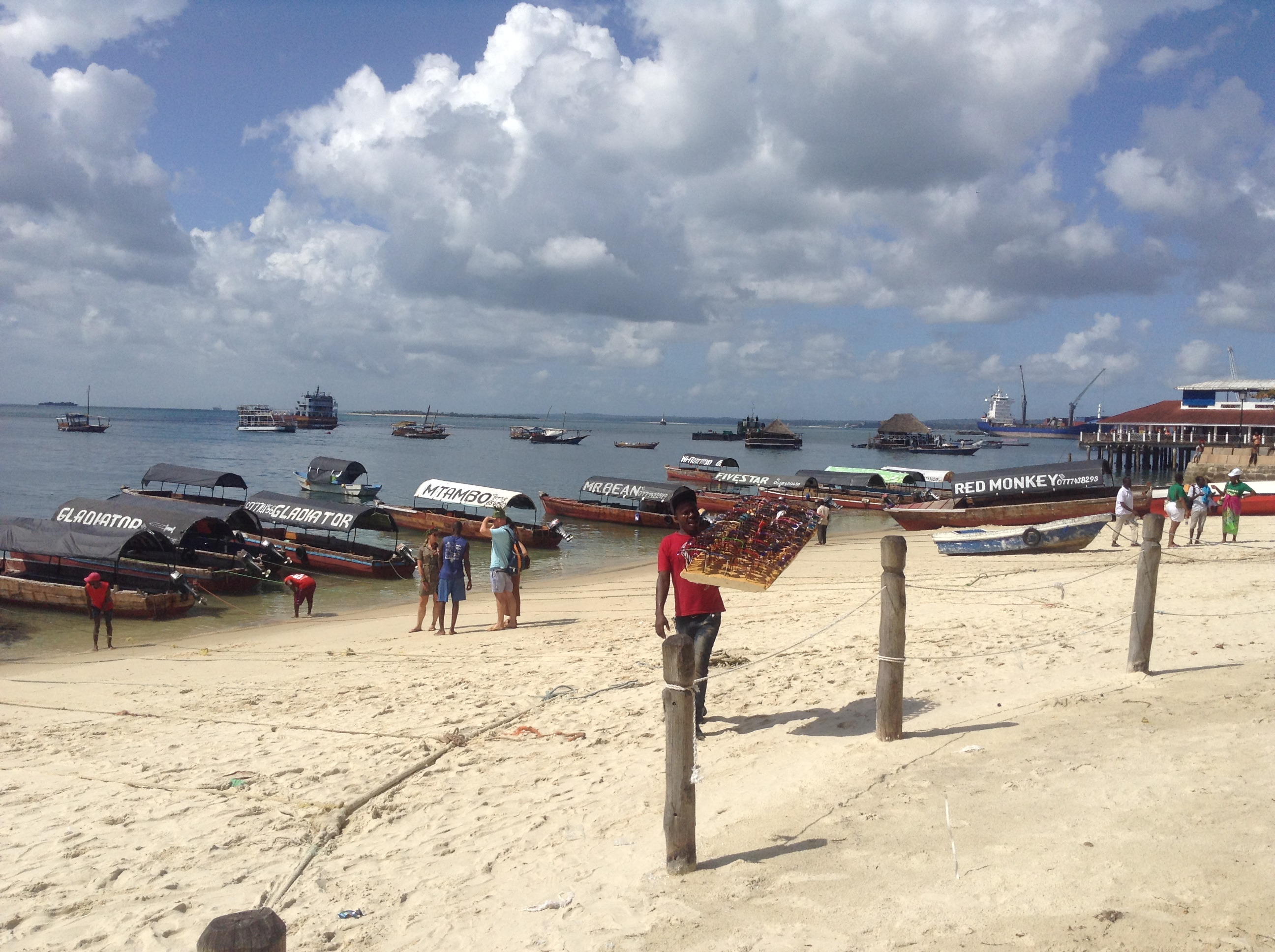
Uma praia em Zanzibar transformada em um centro de transporte para turistas, com vendedores como o que está em primeiro plano, vendendo mercadorias principalmente para turistas. O turismo frequentemente desloca as comunidades locais do acesso aos recursos naturais em favor das necessidades da indústria turística.

Em lugares onde não havia turismo antes da chegada de empresas, o deslocamento e reassentamento das comunidades locais é um problema comum. Por exemplo, as tribos Maasai na Tanzânia foram vítimas deste problema. Após a Segunda Guerra Mundial, conservacionistas se mudaram para as áreas onde viviam as tribos Maasai, com a intenção de tornar essas áreas acessíveis aos turistas e preservar a beleza natural e a ecologia das áreas. Isso foi muitas vezes alcançado através do estabelecimento de parques nacionais e áreas de conservação. Foi alegado que as atividades Maasai não ameaçavam a vida selvagem e o conhecimento foi obscurecido pelo "desdém colonial" e mal-entendidos da vida selvagem da savana. Como os Maasai foram deslocados, a área dentro da Área de Conservação de Ngorongoro (NCA) foi adaptada para facilitar o acesso dos turistas através da construção de acampamentos e trilhas, bem como a remoção de objetos de pedra, como pedras para lembranças.

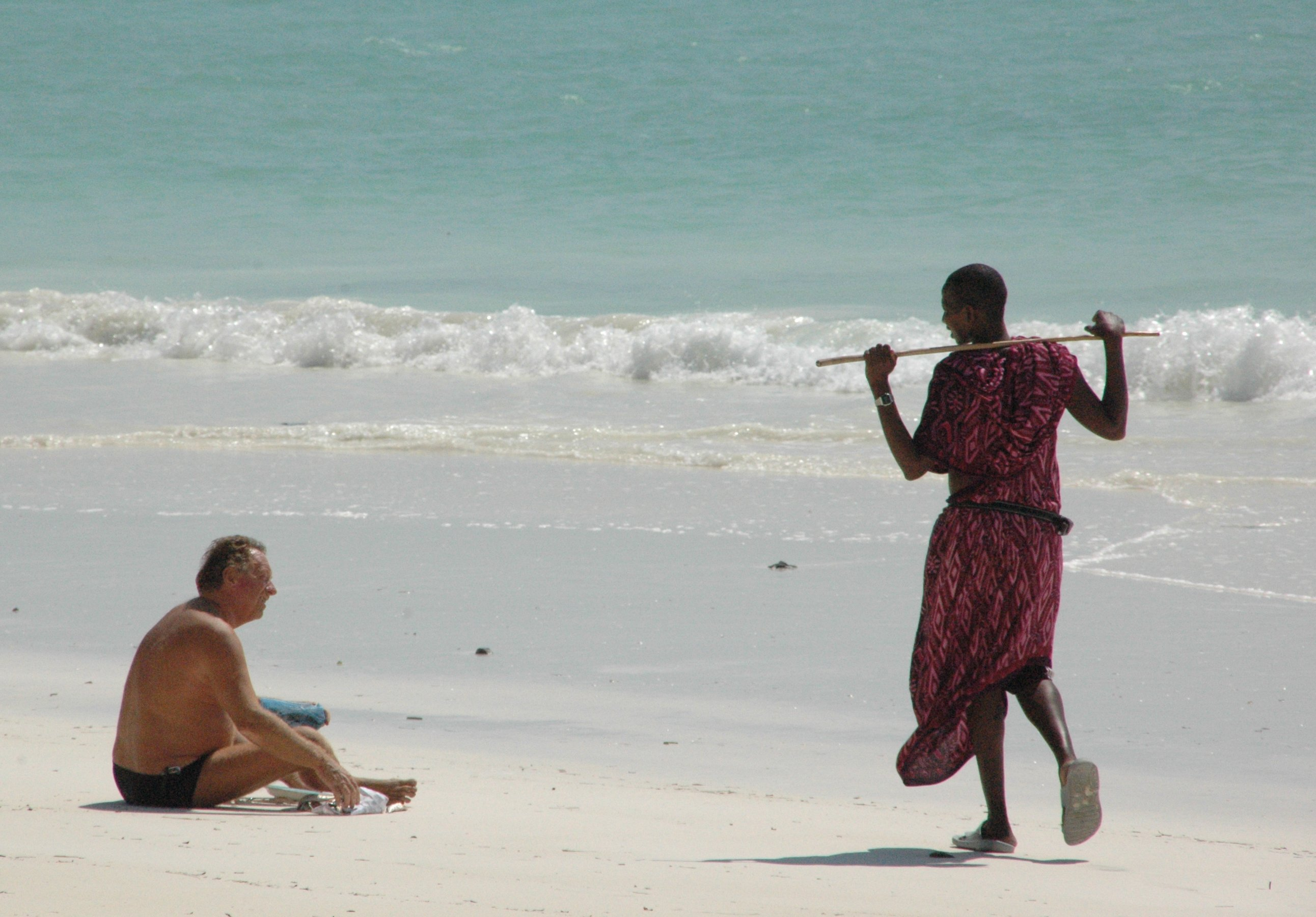
Homem vestido com trajes tradicionais Maasai se aproximando de um turista na praia. Milhares de homens Maasai migraram para se juntar à indústria do turismo na ilha e usar suas roupas étnicas para vender bens e serviços, incluindo trabalho sexual. No processo, eles deslocaram as comunidades locais.

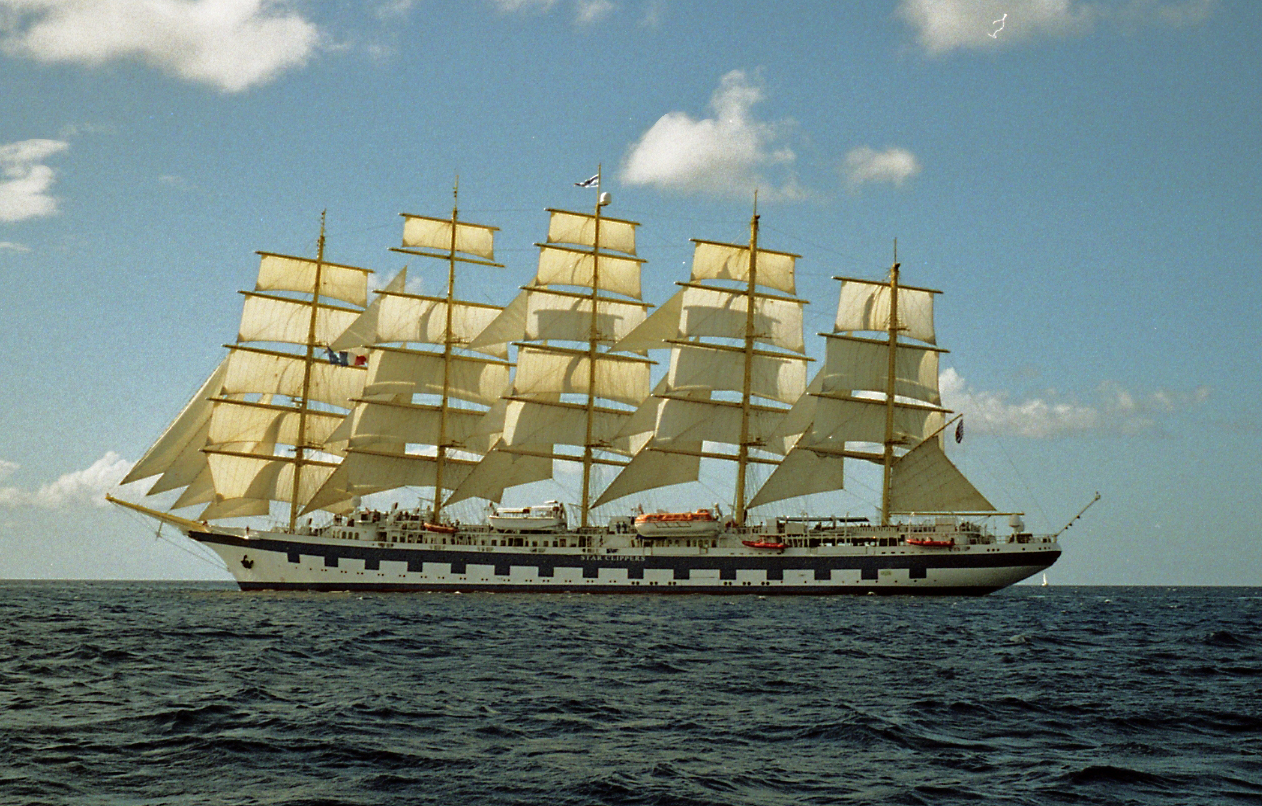
2001 Royal Clipper Karibik é um veleiro que usa o vento para se impulsionar, causando menos emissões de gases de efeito estufa e menos poluição do ar do que os navios que usam fontes de energia fóssil.

## Melhorias

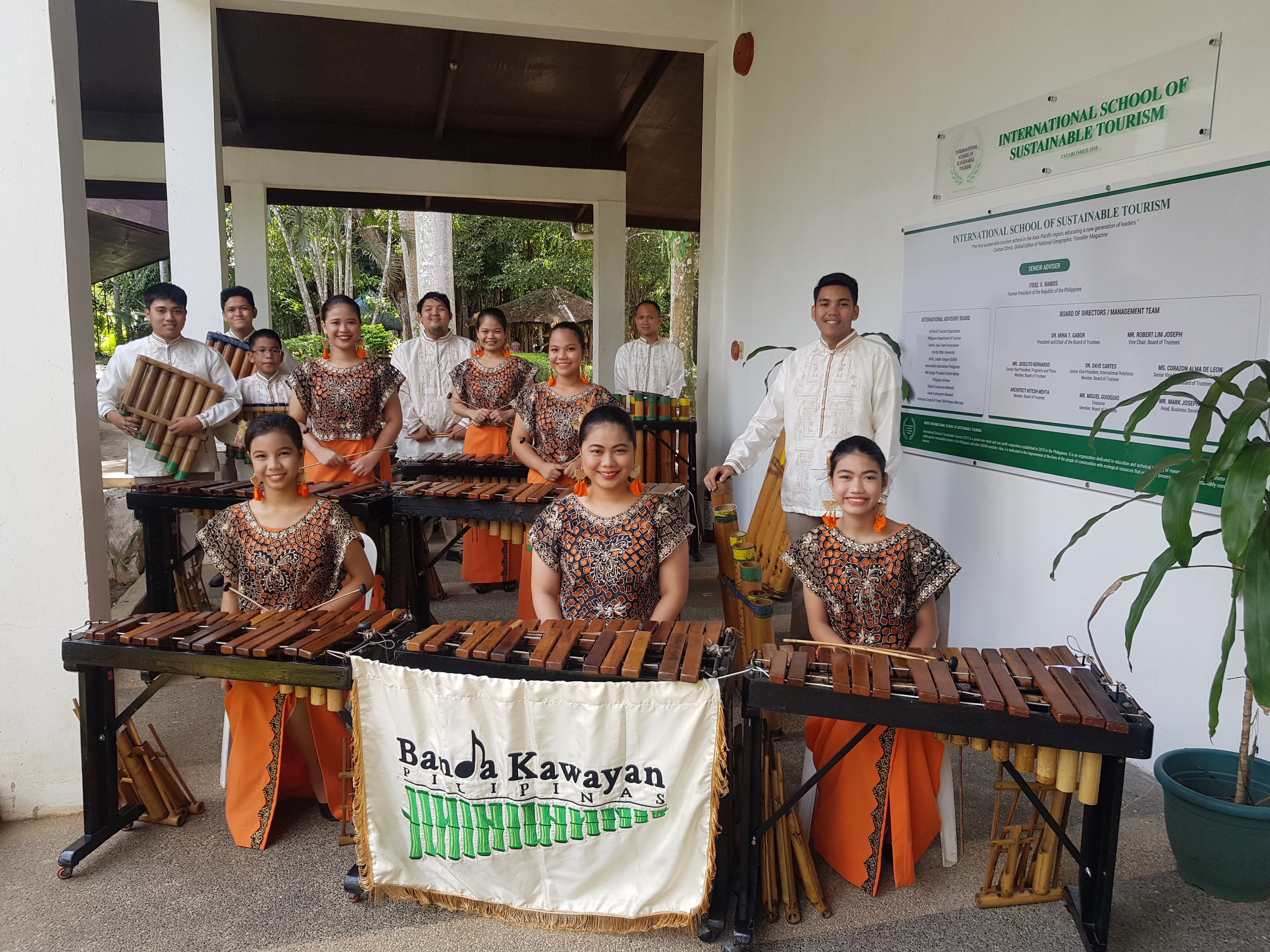
Banda Kawayan Pilipinas, uma orquestra de bambu, na Escola Internacional de Turismo Sustentável nas Filipinas

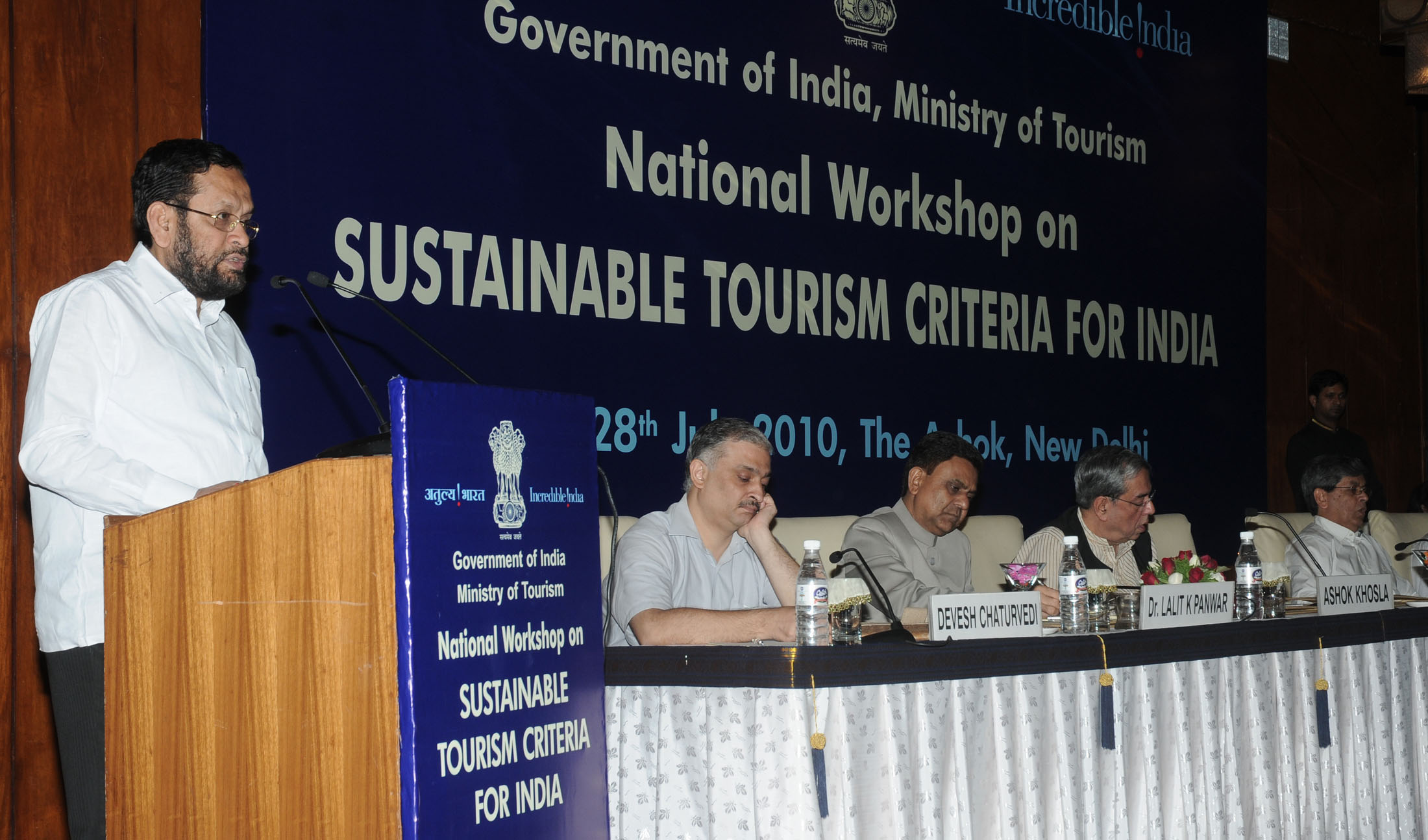
O Ministro de Estado do Turismo, Shri Sultan Ahmed, discursando na inauguração do Workshop Nacional de 2 dias sobre “Critérios de Turismo Sustentável para a Índia”, em Nova Delhi,

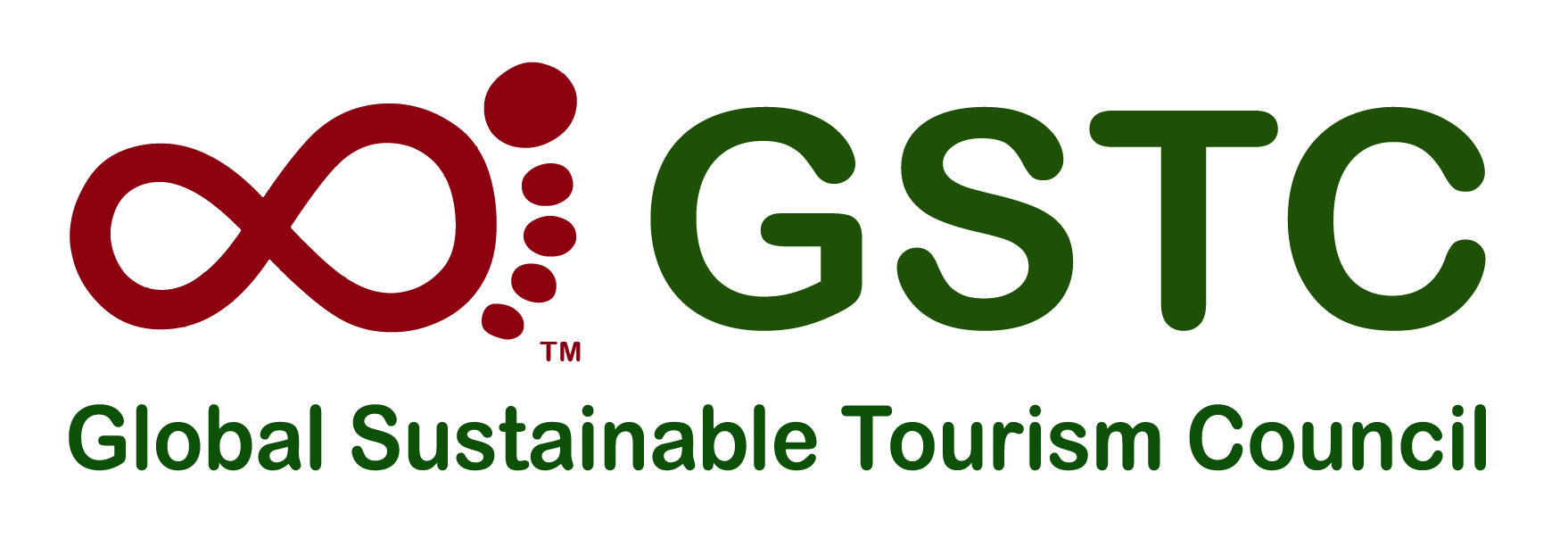
Logo do Conselho Global de Turismo Sustentável

### Aspectos de gestão
A promoção de práticas de turismo sustentável está muitas vezes ligada à gestão pela comunidade. Esta forma de turismo baseia-se na premissa de que as pessoas que vivem ao lado de um recurso são as mais aptas a protegê-lo. Isso significa que as atividades e negócios turísticos são desenvolvidos e operados por membros da comunidade local, e certamente com seu consentimento e apoio. O turismo sustentável normalmente envolve a conservação de recursos que são capitalizados para fins turísticos. Os moradores administram os negócios e são responsáveis por promover as mensagens de conservação para proteger seu meio ambiente.
O turismo sustentável de base comunitária (CBST) associa o sucesso da sustentabilidade do local de ecoturismo às práticas de gestão das comunidades que dependem direta ou indiretamente do local para sua subsistência. Uma característica saliente do CBST é que o conhecimento local é utilizado junto a modelos de negócios de ecoturismo. Isso permite a participação dos moradores no nível de gestão e normalmente permite uma compreensão mais íntima do meio ambiente.
O uso do conhecimento local também significa uma porta de entrada mais fácil para moradores cuja subsistência é afetada pelo turismo. O desenvolvimento ambientalmente sustentável depende crucialmente da presença de apoio local. Também foi observado que, para serem bem-sucedidos, os projetos devem proporcionar benefícios diretos para a comunidade local.
As parcerias entre governos e agências de turismo com comunidades menores não são particularmente eficazes devido à disparidade de objetivos entre os dois grupos, ou seja, verdadeira sustentabilidade versus maximizaçfo de lucro. Em Honduras, essa divergência pode ser demonstrada onde consultores do Banco Mundial e funcionários do Instituto de Turismo quiseram instalar uma seleção de hotéis de 5 estrelas perto de vários destinos de ecoturismo, e outra abordagem na região pela USAID e APROECOH (uma associação de ecoturismo) promove esforços comunitários que treinaram muitos hondurenhos locais. As organizações de base tiveram mais sucesso em Honduras.

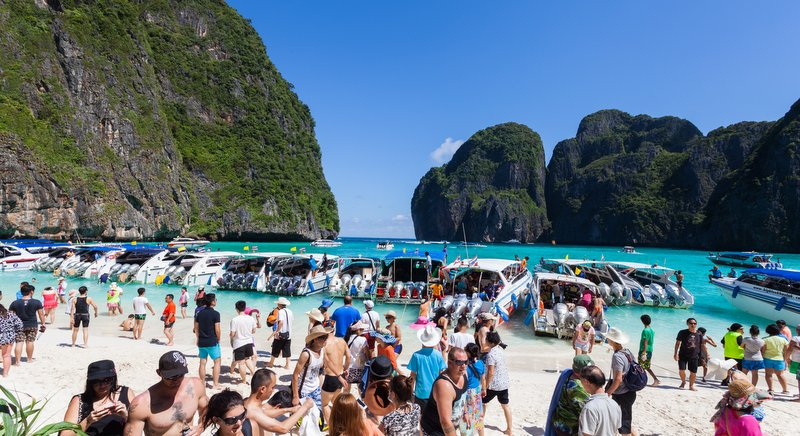
Uma praia superpovoada pode levar a problemas como poluição e ocupação de de terras indígenas

## Tendências

### Impactos da pandemia de COVID-19
A pandemia de COVID-19 tornou mais claros muitos desafios de sustentabilidade do turismo, com  estudiosos pendindouma transformação do turismo. Eles afirmam que a pandemia  criou uma janela de oportunidade, na qual podemos mudar para práticas mais sustentáveis e repensar nossos sistemas.
A tecnologia é vista como uma solução parcial para os impactos disruptivos de pandemias como a COVID-19. Os estudiosos argumentam que o "turismo substituto" permitirá que os turistas permaneçam em casa enquanto empregam guias locais no destino para facilitar passeios personalizados, interativos e em tempo real. Embora essas opções não substituam a experiência de viagem convencional, há um mercado para PIRTS especialmente para pessoas com deficiência e idosos, e para o “cidadão sustentável que deseja minimizar seu impacto no planeta”.

## História
Historicamente, o movimento em direção ao turismo sustentável por meio do turismo responsável surgiu a partir da consciência ambiental que surgiu a partir das décadas de 1960 e 1970 em meio a um fenômeno crescente de “turismo de massa”. Em 1973, a Comissão Europeia de Turismo iniciou um esforço multilateral para promover o turismo e o desenvolvimento ambientalmente saudáveis. A política nacional de turismo da África do Sul (1996)  usou o termo "turismo responsável" e mencionou o bem-estar da comunidade local como fator principal. Em 2014, a Declaração da Cidade do Cabo sobre Turismo Responsável concentrou-se no papel das empresas na promoção do turismo responsável. Embora sejam necessárias mais pesquisas para entender os impactos do turismo responsável, um estudo realizado em 2017 descobriu que práticas de turismo responsável bem gerenciadas eram benéficas para as comunidades locais.

## Exemplos

### Cidades turísticas sustentáveis
Em 2019, Machu Picchu no Peru foi "reconhecida como a primeira cidade 100% sustentável da América Latina através da gestão de seus resíduos".:383

### Organizações
A Biosphere Tourism é uma organização que certifica organizações  capazes de equilibrar fatores socioculturais, econômicos e ecológicos dentro de um destino turístico.:384A TreadRight Foundation (fundação sem fins lucrativos da The Travel Corporation) foi reconhecida em 2019 pelos prêmios anuais da OMT por seu trabalho pioneiro em sustentabilidade.:384